# علی‌اکبر مرادی
علی‌اکبر مرادی (زادهٔ ۱۳۳۶ در روستای بان‌زلان دالاهو)، معلم، مقام‌دان، مقام‌خوان، آهنگساز، خوانندۀ کُرد اهل ایران و نوازندهٔ تنبور است.

## زندگی و فعالیت هنری
علی‌اکبر مرادی در ۱۵ اسفند سال ۱۳۳۶ خورشیدی در روستای بان‌زلانی در نزدیکی شهر گهواره در شهرستان دالاهو در استان کرمانشاه در یک خانوادۀ کُرد یارسان به دنیا آمد.
علی‌اکبر مرادی نزد استادان برجسته تنبور همانند سید ولی حسینی، سید محمد علوی و دیگر استادان بنام این ساز در کرمانشاه به تکمیل هنر پرداخت و در سن سی سالگی نواختن تمامی ۷۲ مقام تنبور را آموخت. 
وی فعالیت هنری خود را به صورت حرفه‌ای از سال ۱۳۵۰ با تکنوازی تنبور در فرهنگ و هنر کرمانشاه آغاز نموده و در سال ۱۳۵۱ به همراه دوستان هنرمند خود، القاصی و خادمی اولین گروه تنبور را در کرمانشاه تشکیل دادند. بعد از آن در سال ۱۳۵۹ گروه تنبور شمس، تشکیل شد و علی‌اکبر مرادی هم یکی از اعضای تشکیل‌دهندهٔ آن گروه بود. از آن زمان تاکنون موفق به دریافت جوایز مهمی از جشنواره‌های ایران شده‌است.
وی در سال ۱۳۷۲ کار موسیقی خود را به صورت مستقل ادامه داد و جمع‌آوری، فراگیری و ثبت مقامات کهن تنبور را آغاز نمود. این مقامات (۷۲ مقام) سال‌ها بعد توسط خانهٔ فرهنگ‌های جهان در پاریس و بعد از آن در ایران در چهار سی‌دی انتشار یافت، به گونه‌ای که سبب نامزدی مرادی برای دریافت جایزۀ «گرمی» شد.

## جوایز و افتخارات
مجله معروف Sing Line مرادی را یکی از ۵۰ نوازندهٔ برتر دنیا معرفی کرده‌است. مرادی همچنین در سال ۱۳۸۱ به پاس خدماتش از طرف شورای ارزشیابی هنرمندان کشور، وابسته به وزارت فرهنگ و ارشاد اسلامی ایران، مدرک درجه یک هنری دریافت داشته‌است. وی همچنین در سال ۱۳۷۰ رتبهٔ اول تنبورنوازی و لوح زرین و دیپلم افتخار تنبور را به دست آورد.
از مرادی به عنوان یکی از مشاهیر کُرد در تیر ماه ۱۳۹۸ در کنگره جهانی مشاهیر کرد تجلیل و تقدیر به عمل آمد و به وی نشان شهروند طلایی اعطا شد.

## فعالیت‌های آموزشی
علی‌اکبر مرادی در زمینهٔ آموزش تنبور نیز فعال بوده و شاگردان بسیاری را تربیت کرده‌است. در این راستا، وی برای نخستین بار به تنظیم متدی علمی برا آموزش تنبور کرده و کتاب صد درس: آموزش تنبور نوازی را نگارش کرد. وی همچنین آثار آموزشی و کنسرت‌های آموزشی مختلفی در داخل و خارج از ایران برگزار و ارائه کرده‌است. از شناخته‌شده‌ترین شاگردان علی‌اکبر مرادی می‌توان به حیدر کاکی، جهانبخش رستمی، آرش مرادی، کوروش مرادی، و فردین فرمانی اشاره کرد. علی‌اکبر مرادی در حال حاضر مدیریت آموزشگاه موسیقی یارسان در تهران بر عهده دارد و در این آموزشگاه نواختن تنبور را به هنرجویان آموزش می‌دهد. حدود ۵ ماه است که یک کتاب آموزشی در دست چاپ دارد که منتظر جواز چاپ آن هستم و البته علت این تأخیر ارشاد در صدور جواز را نیز نمی‌دانم چرا که این کتاب تنها یک کتاب آموزش موسیقی است و زیانی را متوجه جامعه نمی‌کند. آخرین آثار علی اکبر مرادی دو آلبوم «مهتاب» و «پاییز» است که با همراهی اردشیر کامکار (مهتاب) و کوروش مرادی و نیز سیامک جهانگیری (نی) در آلبوم پاییز همراه بود.
زمان آغاز شکل گیری گروه شمس، هنوز موسیقی به شکوفایی کنونی نرسیده بود. ما نخستین کنسرت آزاد را در سال ۵۹ در تالار وحدت برگزار کردیم. بعد هم به بعضی از شهرهای دیگر ایران رفتیم. شاید مهمترین کنسرتی که در آن سال‌ها اجرا کردیم، برنامه‌ای به مناسبت زلزله رودبار بود. بعد با آقای ناظری سفرهای اروپایی شروع شد و در بعضی از کشورهای اروپایی به اجرای کنسرت پرداختیم. عمده فعالیت آن سال‌های گروه شمس هم همین کنسرت‌های خارجی با حضور شهرام ناظری بود.
کتاب صد درس که ۲و۳ ساله چاپ شده از آثار دیگر علی اکبر مرادی است کتاب برتر آموزشی سال ۹۳ شد
شامل صد درس برای آموزش تنبور از ابتدا تا حدود دو سال است که در ۱۳۶ صفحه به همراه دو سی دی منتشر شده است. این کتاب هنرجو را به سمت و سوی موسیقی تنبور سوق می‌دهد و درس‌های آن ذهن را به سمت موسیقی‌های دیگر نمی‌برد. از ویژگی‌های دیگر این کتاب این است که هنرجو ۱۰ ریتم وزن مختلف را یاد می‌گیرد و همچنین با حدود ۱۶ مضراب و حداقل با ۴۰ مقام تنبور نیز آشنا می‌شود.
مرادی کتابی آموزشی برای تنبورنوازی با عنوان صد درس شیوه تنبور نوازی تألیف کرده و به چاپ رسانده‌است. این کتاب شامل ۱۰۰ درس برای آموزش تنبورنوازی است و با استفاده از شیوۀ بین‌المللی نُت‌نویسی نوشته شده که نوازنده را با تکنیک‌ها و فرهنگ ساز تنبور آشنا می‌کند.

### خانهٔ تنبور
علی‌اکبر مرادی تمام درآمد آلبوم مقامات تنبور را به همراه پاداش بازنشستگی خود از آموزش و پرورش وقف ساختن مرکزی برای آموزش تنبور به نام خانهٔ تنبور در روستای بانزلان کرد. افزون بر این وجه حاصل از فروش زمین‌های پدری خود در منطقهٔ گوران در استان کرمانشاه را نیز که به دلیل ساخت سد آزادی (زمکان) زیر سد می‌رفت، به این کار اختصاص داد. به گفتهٔ وی در ابتدا مسئولان فرهنگی استان کرمانشاه از وی حمایت کرده و ماشین‌آلات راهسازی و ساختمانی در اختیار وی قرار دادند، اما پس از مدتی در حالی‌که پروژه ۶۰درصد پیشرفت فیزیکی داشت، جلوی ادامهٔ کار گرفته‌شد و به وی اطلاع داده‌شد که پروژه نباید ادامه بیابد. مرادی با وجود همهٔ مخالفت‌ها و کارشکنی‌ها کار خود را ادامه داد و خانهٔ تنبور در نهایت در روز ۲۲ شهریور ۱۳۹۶ با حضور استادان موسیقی از سراسر ایران در مراسم اختتامیهٔ نخستین دورهٔ جشنوارهٔ تنبورنوازی «کهن‌آواهای تنبور» که از ۲۰ تا ۲۲ شهریور ۱۳۹۶ در روستای بان‌زلان برگزار شد، افتتاح گردید.

### لغو کنسرت در ایران
برگزاری کنسرت فناوری تنبور به مدت یک شب در فرهنگ سرای ارسباران که قرار شد توسط علی اکبر مرادی برگزار گردد به دلیل عدم دریافت مجوز از سوی اماکن عمومی نیروی انتظامی (پلیس امنیت تهران بزرگ) این کنسرت لغو شد و دلیل این موضوع هم اعلام نشد

## آلبوم

در آیینه آسمان

فهرست آلبوم‌های علی‌اکبر مرادی به شرح ذیل است:
- ۷۲ مقام تنبور (۴ سی‌دی)
- کُردانه
- در آیینهٔ آسمان
- دو واله
- آلبوم تنبور در ایران
- مقامات مجلسی تنبور (۲ سی‌دی)
- مهر و ماه (۲ سی‌دی)
- نسیم و گندم‌زار
- سحر واران
- سماع مستانه
- تریکه هانه
- یار آسمانی
- پاییز
- گلاریزان

چهار سی‌دی که به مقام‌های تنبور و آئین‌های کهن ایرانی می‌پرداخت. نه تنها در ایران انتشار یافت و مورد استفاده بسیاری از علاقه‌مندان موسیقی قرار گرفت بلکه بعدها هم باعث شد که مرادی را برای جایزه «گرمی» کاندیدا کنند. 
آلبوم مجنونی او در برگیرنده مقامات تنبور است که توسط انتشارات ماه‌ریز منتشر شد. در این اثر اردشیر کامکار به عنوان نوازنده کمانچه به همراه نوازندگان عود و دف و گروه کر وی را در اجرای تنبور و آواز همراهی می‌کنند.

## کتاب‌ها
در سال ۱۴۰۰ خاطرات علی‌اکبر مرادی تحت عنوان «ته‌موره‌وان (تنبوربان): خاطرات علی‌اکبر مرادی (زندگی و هنر)» از سوی نشر سرانه در کرمانشاه منتشر شد.

## نگارخانه

کنسرت علی اکبر مرادی در کرمانشاه
کنسرت علی اکبر مرادی و حسین رضایی نیا